# Lilla Hallången
Lilla Hallången är en sjö i Svenljunga kommun i Västergötland och ingår i Ätrans huvudavrinningsområde. Sjön är 24 meter djup, har en yta på 0,831 kvadratkilometer och är belägen 139,1 meter över havet. Sjön avvattnas av vattendraget Högvadsån. Vid provfiske har bland annat abborre, gädda, mört och sik fångats i sjön.

## Delavrinningsområde
Lilla Hallången ingår i det delavrinningsområde (636420-132642) som SMHI kallar för Inloppet i Stora Hallången. Medelhöjden är 174 meter över havet och ytan är 10,63 kvadratkilometer. Det finns inga avrinningsområden uppströms utan avrinningsområdet är högsta punkten. Högvadsån som avvattnar avrinningsområdet har biflödesordning 2, vilket innebär att vattnet flödar genom totalt 2 vattendrag innan det når havet efter 73 kilometer. Avrinningsområdet består mestadels av skog (72 procent). Avrinningsområdet har 0,83 kvadratkilometer vattenytor vilket ger det en sjöprocent på 7,8 procent. Bebyggelsen i området täcker en yta av 0,36 kvadratkilometer eller 3 procent av avrinningsområdet.

## Fisk
Vid provfiske har följande fisk fångats i sjön:
- Abborre
- Gädda
- Mört
- Sik
- Sutare